# مستشفى بلطيم المركزي
مستشفى بلطيم النموذجى هي مستشفي في بلطيم، كفر الشيخ، مصر.

## الوصف
مستشفى بلطيم يقع على حوالى 20 ألف متر، وبتكلفة 500 مليون جنيه، ويضم 149 سريرا، و 34 ماكينة غسيل كلوى، و18 عناية مركزة منهم 5 عناية قلب، و19 حضانة أطفال حديثى الولادة، كما تتميز المستشفى بتقديم بعض خدمات المستوى الثالث، عالي الكفاءات العلاجية والطبية.
يضم المستشفى وحدة قسطرة القلب، وبها غرف للإفاقة لما بعد العمليات الحرجة، وقسم خاص مُجهز لرعاية الأطفال، حديثى الولادة، بالإضافة لكافة الأقسام المتعددة لتقديم كافة الخدمات العلاجية، ويوفر المستشفى كافة أوجه الرعاية الطبية للوافدين إليه، كما يقدم كافة العلاجات المختلفة للمرضى، ويستقبل حالات الطوارئ والحوادث بالطريق الدولي، وبالمستشفى مصاعد كهربائية، وتكييف مركزي بكافة الأقسام، والغرف، والمكاتب الإدارية، وصالات الانتظار، كما يضم المستشفى مبنى مكون من 4 أدوار خاص بالعيادات الخارجية، وسكن للفريق الطبى، كما يضم المستشفى جناح العمليات به 6 غرف، كما يضم قسم تحضير ما قبل العمليات وقسم إفاقة بعد العمليات.